# Fedde Le Grand
Fedde Le Grand, a volte trasformato in Le Grand o FLG (Utrecht, 7 settembre 1977), è un disc jockey e produttore discografico olandese di musica house ed elettronica.

## Biografia
Le Grand nasce nel 1977 a Utrecht, nei Paesi Bassi. Il suo successo arriva quando inizia a lavorare al Danssalon di Eindhoven, uno dei più famosi club olandesi. Amico di lunga data di Tiësto, lavora nel suo negozio di dischi dell'amico quando decide di cominciare la carriera da DJ assumendo come manager proprio quello di Tiesto. Nello stesso negozio conobbe quello che poi diventerà Hardwell, anch'egli suo amico. Fedde è il proprietario del locale Sneakerz.
Oltre ad aprire locali, Fedde produce anche musica dal 2001. Alcuni dei suoi pezzi sono stati pubblicati da Little Mountain Recordings (Sander Kleinenberg), Influence (Antoine Clamaran), Flamingo Records, Work, Spinnin' Records, Kontor e le etichette britanniche CR2 Records e Toolroom. Il suo maggior successo, Put Your Hands Up For Detroit è stato pubblicato prima sotto la Flamingo Records e poi, sotto la CR2 Records. Fondatore nel 2004 della Flamingo Records assieme all'amico Funkerman, F.L.G. ha avuto un ruolo chiave nella carriera di talenti come Nicky Romero, Deniz Koyu e Danny Avila. Negli ultimi anni ha intesificato il suo impegno nello scoprire talenti portando alla luce artisti emergenti come Roul and Doors, John Dish, dBerrie, Merk & Kremont, Mike Lucas & Simon Beta conosciuti anche come Doctors In Florence e molti altri. Nel 2003 inizia a collaborare con il dj Erik E e a produrre molte canzoni per Sander Kleinenberg e le canzoni per il gioco della PlayStation 2 Cyclon Circus.
Nel 2006 con la canzone Put Your Hands Up For Detroit ha portato nuova vita al genere stagnante della musica house (per questo è da molti considerato uno dei salvatori del genere), il brano è stato inserito della lista delle 20 canzoni electro-house che ognuno dovrebbe conoscere fatta da Beatport nel 2013. Brani come Let Me Think About it, Control Room, Sparks, il remix di Paradise dei Coldplay (il quale è fra i 10 brani più scaricati dal portale musicale Beatport) e poi con Missing, The Creeps, So Much Love, Metrum (canzone che compare nella top10 delle canzoni techno più vendute di sempre su Beatport), Autosave, RAW e No Good, lo hanno consacrato come superstar della musica elettronica. Il suo stile a metà fra il commerciale e l'underground lo hanno portato ad essere uno dei più amati Dj del mondo. Molte sono state le collaborazioni di successo con altri DJ e i remix per grandi artisti.
Nel 2008 il Mash Up di Music della popstar Madonna ha avuto così tanto successo da essere stato suonato in occasione dell'Hard Candy Promo Tour (esibizione per la promozione del nuovo album della cantante) al Roseland Ballroom di New York, all'Olympia di Parigi e al Mote Park di Maidstone, nei pressi di Londra. Le Grand è stato chiamato anche da altri artisti come Robbie Williams, Moby, Fatboy Slim, Coldplay e altri. Proprio per i Colplay Fedde ha aperto il concerto di Madrid nel 2011. In questi ultimi anni il suo stile è cambiato avvicinandosi di più alla Progressive house.
Nel 2013 esce il brano Where We Belong in collaborazione con la rockband olandese DI-RECT, un esperimento che ha avuto molto successo soprattutto in patria dimostrando che il suo spirito innovatore gli permette di influenzare, seppur avendo più successo fra gli amanti del genere, l'industria della musica elettronica. La canzone è stata presentata il 18 ottobre 2013 ad Amsterdam con uno show andato in onda su MTV dal nome Fedde Le Grand Rocks Amsterdam. All'evento è apparso come special guest l'amico Nicky Romero.
Nei primi mesi del 2014 presenta due remix ufficiali per Mariah Carey (You're Mine (Eternal)) e per Shakira (Can't Remember to Forget You ft. Rihanna). In occasione dell'Ultra Music Festival di Miami del 2014 Fedde ha presentato 6 nuove tracce tra cui una collaborazione con Jewelz & Scott Sparks. Il 10 maggio 2014 Danny Howard nel suo show "Dance Anthems with Danny Howard" sull'emittente radio BBC Radio One presenta in anteprima mondiale il remix ufficiale della canzone Love Never Felt So Good di Michael Jackson. Le Grand è stato contattato in anticipo da Sony Music che gli ha spedito solo la traccia del pianoforte e della voce di Jackson chiedendogli di preparare un remix in 3 giorni. Il 2014 lo vede ancora protagonista della scena con canzoni come You Got This, Twisted, Feel the Love e i remix di Secrets (Mary Lambert), Home (Naughty Boy) e Let Me Feel (Nicky Romero).
Il 2015 comincia con la pubblicazione del singolo Tales of Tomorrow con Dimitri Vegas & Like Mike. La canzone era stata una delle colonne sonore del festival Tomorrowland. Con questo brano nasce la sua nuova etichetta discografica Darklight Recordings. Lo stesso mese di gennaio viene rilasciato il brano Falling con il cantante olandese Niels Geusebroek, collaborazione nata dopo un'intervista alla radio olandese Radio 538 del DJ che, alla domanda su con quale artista olandese volesse lavorare fece proprio il nome di Geusebroek. A quel punto la Radio chiamò in diretta il cantante che accettò la collaborazione e dopo tre settimane la canzone fu mandata in onda per la prima volta sulla stessa radio. Il 2015 è stato un anno molto importante per Le Grand in quanto insieme alla rete televisiva olandese RTL Live Entertainment presentano uno show unico nel suo genere. Va infatti in scena nel teatro Royal Theatre Carré per un vero e proprio spettacolo dance dal titolo GRAND. Esso è il primo show che combina la musica elettronica con il teatro e la danza. Sono infatti presenti un corpo di ballo classico, ballerini di breakdance e trapezisti con performance live di cantanti e band. Il tutto coadiuvato da stage mobili, proiezioni, effetti audiovisivi e una regia e coreografia sensazionali. Inizialmente previsto per una sola data, la richiesta è stata tale da dover portare lo show a 6 date. Un'idea pionieristica nel campo della musica elettronica e del teatro che ha portato questa nuova frontiera d'intrattenimento ad un successo enorme in patria. il 2015 è stato anche l'anno di altre collaborazioni con gli amici Jewelz & Sparks (Robotic) e Patric La Funk (Take Me Home). Esce pure il singolo Cinematic, brano anticipato all'Ultra del 2014 e acclamato da critica e pubblico. Oltre a ciò esce il remix di Faithless (Insomnia), remix presente da anni delle performance live del DJ, e il remix di Bitch I'm Madonna (Madonna feat. Nicki Minaj). Quest'ultimo remix gli è stato commissionato come lavoro segreto. Dopo aver terminato e spedito il remix Fedde ha dovuto farsi controllare il computer per assicurare che non ci fosse traccia della canzone. In questo modo la traccia non sarebbe potuta essere rubata e messa in rete prima dell'uscita della canzone di Madonna. Alla fine dell'anno pubblica The Noise e Feel Good.
Ad inizio 2016 vengono pubblicati due brani (Keep On Believing e Give Me some) per anticipare l'uscita del nuovo atteso album Something Real in uscita il 28 febbraio.
Considerato uno dei DJ più energetici e ballabili del mondo, i suoi show sono molto apprezzati dal pubblico per la loro originalità e potenza. Partecipa annualmente ai più grandi festival del mondo come Coachella, Exit Festival, Street Parade, Global Gathering, Electric Zoo, Mysteryland, Tomorrowland, Electric Daisy Carnival, Future Music, e molti altri. Da molti anni partecipa all'Ultra Music Festival di Miami. Proprio in occasione dell'edizione del 2012 di questo evento, il suo show è stato nominato fra i migliori tre fra tutti gli artisti. Ha partecipato anche a vari altri eventi dell'UMF nel mondo. Fedde ha suonato nel 2010 a Duisburg quando avvenne il Disastro della LoveParade. Egli è anche il DJ ambasciatore dei vari Sensation in giro per il mondo. È il resident DJ del Ministry of Sound a Londra ed è un abitudinario dei migliori club di Ibiza.
Nel 2012 il suo radio show Dark Light Sessions viene trasmesso sull'emittente Sirius XM in decine di nazioni nel mondo. Ogni settimana va in onda una nuova puntata di un'ora. Il suo show è stato acclamato come uno dei migliori e ha permesso a Fedde di raggiungere ancora più persone nel mondo.

## Discografia

### Album
- 2007: Sessions
- 2009: Output
- 2010: Output (Limited Edition)
- 2011: Be At Space (Fedde Le Grand & Markus Schulz)
- 2016: Something Real

### Singoli
- 2000: I miss you
- 2000: Party Time
- 2004: Las Vegas
- 2004: Jackpot
- 2005: Get This Feeling
- 2006: U Know Who
- 2006: The Creeps (Camille Jones vs. Fedde le Grand)
- 2006: Just trippin' (feat. MC Gee)
- 2006: Put Your Hands Up For Detroit
- 2007: Take No Shhh...
- 2007: Aah Yeah!
- 2007: Wheels In Motion
- 2007: Let me think about it (Ida Corr vs. Fedde le Grand)
- 2007: Mirror 07-07-07 (Ida Corr vs. Fedde Le Grand)
- 2007: F to the F (feat. Funkerman)
- 2007: 3 minutes to explain (feat. Funkerman)
- 2008: Get This Feeling (Re-Issue)
- 2009: F1
- 2009: Amplifier/Pinkbird
- 2009: The Joker (feat. F-Man)
- 2009: Scared Of Me (feat. Mitch Crown) (DE: #80)
- 2009: Output
- 2009: Let Me Be Real (feat. Mitch Crown)
- 2010: Back & Forth (feat. Mr.V)
- 2010: New Life (feat. Funkerman & Dany P-Jazz)
- 2010: Rockin' High
- 2011: Autosave (feat. Patric La Funk)
- 2011: Control Room
- 2011: Running (Fedde Le Grand vs. Sultan & Ned Shepard feat. Mitch Crown)
- 2011: Metrum
- 2011: So Much Love
- 2012: Freaky (feat. Nicky Romero)
- 2012: Slacking (feat. Nicky Romero)
- 2012: Turn It (feat. Deniz Koyu & Johan Wedel)
- 2012: Sparks (feat. Nicky Romero & Matthew Koma)
- 2012: Raw
- 2013: Long Way From Home (feat. Sultan & Ned Shepard)
- 2013: Rockin' N' Rollin'
- 2013: No Good (feat. Sultan & Ned Shepard)
- 2013: Lion (Feel the Love) (feat. Michael Calfan)
- 2013: Where We Belong (feat. DI-RECT)
- 2014: Don't Give Up
- 2014: You Got This
- 2014: Twisted
- 2015: Tales of Tomorrow (VS Dimitri Vegas & Like Mike feat. Julian Perretta)
- 2015: Falling (feat. Niels Geusebroek)
- 2015: Robotic (feat. Jewelz & Sparks)
- 2015: Take Me Home (feat. Patric La Funk)
- 2015: Cinematic (feat. Denny White)
- 2015: The Noise
- 2015: Feel Good (feat. Holl & Rush)
- 2016: Keep On Believing
- 2016: Give Me Some (feat. Merk & Kremont)
- 2017: Dancing Together
- 2017: Love's Gonna Get you (feat. D.O.D)
- 2017: Keep On Rising (VS Ian Carey)
- 2017: Firestarter (feat. Ida Corr & Shaggy)
- 2017: Coco's Miracle (con Dannic)
- 2017: Wonder Years (feat. Adam Mcinnis)
- 2019: All Over The World
- 2020: Clap Your Hands (con Dimitri Vegas & Like Mike e W&W)
- 2020: You Should Know (con Sam Feldt feat. Craig Smart)

### Remix
- 2004: Anita Kelsey - Every Kiss /Fedde Le Grand Remix
- 2005: Funkerman & RAF - Rule The Night /Fedde Le Grand Remix
- 2005: Erick E - Boogie Down /Fedde Le Grand Remix
- 2005: Funkerman - The One /Fedde Le Grand Remix
- 2006: Freeform Five - No More Conversations /Fedde Le Grand Remix
- 2006: Olav Basoski Feat. Mc Spyder - Like Dis /Fedde Le Grand Remix
- 2006: Erick E - The Beat Is Rockin /Fedde Le Grand Remix
- 2006: Erick E - Boogie Down /Fedde Le Grand Remix
- 2007: Sharam - P.A.T.T. (Party All The Time) /Fedde Le Grand Remix
- 2007: Robbie Williams - King of Bongo /Fedde Le Grand Remix
- 2007: Samim - Heater /Fedde Le Grand Remix
- 2007: Freeform Five - No More Conversations /Fedde Le Grand Remix
- 2007: Ida Corr - Let Me Think About It /Fedde Le Grand Remix
- 2008: Martin Solveig - C'est la Vie /Fedde vs. Martin Club Mix
- 2008: Madonna - Music /Fedde Le Grand Remix
- 2008: Madonna - Give It 2 Me /Fedde Le Grand Remix
- 2008: Stereo MCs - Black Gold /Fedde Le Grand Remix
- 2009: Sono - Keep Control Plus /Fedde Le Grand Remix
- 2009: Kraak & Smaak - Squeeze Me /Fedde Le Grand Remix
- 2009: Coldplay - Clocks /Fedde's Private Stock Remix
- 2009: Eurythmics - Sweet Dreams /Fedde's Private Stock Remix
- 2009: Cassius - The Sound od Violence /Fedde's Private Stock Remix
- 2009: Fatboy Slim - Praise You /Fedde Le Grand Remix
- 2009: Underworld - Born Slippy /Fedde Le Grand Remix
- 2010: Fedde Le Grand ft. Mr.V - Back & Forth /Fedde's Future Funk Remix
- 2010: Everything but the Girl - Missing /Fedde Le Grand Remix
- 2011: Goldfish - Soundtracks & Comebacks /Fedde Le Grand Remix
- 2011: David Guetta featuring Taio Cruz and Ludacris - Little Bad Girl /Fedde Le Grand Remix
- 2011: Rye Rye ft. Robyn - Never will be mine /Fedde Le Grand Vocal Remix
- 2011: Coldplay - Paradise /Fedde Le Grand Remix
- 2012: Digitalism - Zdarlight /Fedde le Grand & Deniz Koyu Remix
- 2013: Nikki Williams - Glowing /Fedde Le Grand Remix
- 2013: Timeflies - I choose U /Fedde Le Grand Remix
- 2014: Kamaliya - Never Wanna Hurt You /Fedde Le Grand Club Mix
- 2014: Shakira ft. Rihanna - Can't Remember to Forget You /Fedde Le Grand Remix
- 2014: Mariah Carey - You're Mine (Eternal) /Fedde Le Grand Main Mix
- 2014: Michael Jackson - Love Never Felt So Good /Fedde Le Grand Remix
- 2014: Mary Lambert - Secrets /Fedde Le Grand Remix
- 2014: Naughty Boy - Home /Fedde Le Grand Remix
- 2014: Nicky Romero, Vicetone (feat. When We Are Wild) - Let Me Feel /Fedde Le Grand Remix
- 2015: Madonna feat. Nicki Minaj - Bitch I'm Madonna /Fedde Le Grand Remix
- 2015: Faithless - Insomnia /Fedde Le Grand Remix